# ستانلي (جزر فوكلاند)
ستانلي و تعرف أيضاً بميناء ستانلي هي عاصمة جزر فوكلاند الواقعة ضمن قارة أمريكا الجنوبية وتعد هي المدينة الحقيقية الوحيدة في هذه الجزر.
تقع هذه المدينة في الجزء الشرقي من الجزر وإلى الجنوب من ميناء ستانلي.في واحدة من أكثر الأماكن رطوبة في الجزر.
بلغ عدد سكان المدينة حسب إحصاءات عام 2006 ما يقارب 2115 نسمة.

## أعلام
- إلالين تيريس
- تيد بيكر
- تيري بيك
- أليخاندرو بيتس
- غلين روس